# Пшеница двузернянка
Двузерня́нка, или по́лба, или полупо́лба, или э́ммер (лат. Triticum dicoccum) — однолетнее травянистое растение семейства Злаки (Poaceae), вид пшеницы.
Плотные узкие колосья с ломкой осью снабжены длинными остями. Колосья обычно пятицветковые.
Вид засухоустойчив, стоек к поражению ржавчиной и головнёй, не полегает.

## История культуры
Наряду с однозернянкой — первый вид пшеницы, введённый в культуру (ко времени докерамического неолита B). Из зоны Плодородного полумесяца распространился на территорию Северной Африки (зёрна обнаружены в гробницах фараонов) и Европы. По некоторым данным, появилась вскоре после культивации однозерновой полбы (начало культивации первой полбы 3300 лет до н. э.). Более новые исследования рассматривают двузернянку как культурного потомка полбы дикой и относят время её возникновения в более далёкое прошлое (более 9000 лет назад).
В эпоху мезолита — неолита пшеница двузернянка служила одним из основных источников пищи жителей Старого Света. Из неё путём селекции была выведена пшеница твёрдая. Двузернянка была вытеснена с полей другими культурными разновидностями пшеницы в начале нашей эры. В Волго-Камском регионе оставалась доминирующей культурой вплоть до Средневековья: на Чепецких городищах ею представлено больше трети всех обнаруженных образцов зёрен.
Секвенирование генома 3000-летней древнеегипетской пшеницы, найденной в 1924 году, показало, что растение происходит от пшеницы двузернянки.

## Значение и использование
В последние десятилетия эта крупа обрела популярность. Это связано, в числе прочего, с тем, в наше время у всё большего количества людей обнаруживается аллергия на глютен — и, в частности, на пшеницу. В полбе же гораздо меньше глютена, чем в пшенице мягких и твёрдых сортов.
У полбы интересный, ярко выраженный вкус, в отличие от обычной пшеничной муки; зная этот вкус, полбяной продукт трудно с чем-то спутать. В полбе мало клейковины (глютена), так что её нельзя использовать как стопроцентный аналог белой пшеничной муки тонкого помола: если готовить из полбы по стандартным рецептам, сырники будут рассыпаться, а блины — разваливаться. Полба голозерная предназначена для получения крупы и муки. Зерно полбы отвечает требованиям, предъявляемым к зерну мягкой пшеницы 1-го класса, при выращивании в различных регионах.
Сорт голозерной полбы «Греммэ 2 У» районирован по всем 12 растениеводческим регионам РФ в 2021 году, содержание белка 17,4-18,6 %. Средняя урожайность в Волго-Вятском регионе — 26,7 ц/га, максимальная — 46,7 ц/га. Среднеспелый, вегетационный период 96-98 дней.. Урожаи полбы в Татарстане — 20 ц/га, а сорт «Греммэ 2 У» даёт 40 ц/га.
В Российский Государственный реестр селекционных достижений, допущенных к использованию в 2022 году, включено семь сортов полбы, из них пять новых.

## Блюда из полбы
В армянской кухне плов из полбы готовят на подсолнечном масле. Предварительно приготовленную полбу обжарить на масле, добавить пассерованный лук. Во втором варианте к луку добавляют кипяченую воду, полбу и варят до готовности.
В Армении каша из полбы с бараниной, называемая «кашови» широко распространена в Ширакской области, а постная кашови — во всех регионах Армении. Нарезанную баранину, положенную в холодную воду, после закипания варят 10 минут, добавляют полбу, пассерованный лук и варят на слабом огне до готовности.

## Таксономия
Triticum dicoccum Schrank ex Schübl., Dissertatio Inauguralis Botanica sistens Characteristicen et descriptiones Cerealium in Horto Academico …Tubingen. 29. 1818.
Triticum dicoccum Schrank, Baiersche Flora. Munchen I. 389. 1789.
Некоторые источники эммером (Emmer) называют разновидность пшеницы тучной — Triticum turgidum subsp. dicoccon (Schrank) Thell. [syn.  Triticum dicoccon (Schrank) Schübl.]. Объединённая таксономическая информационная служба (ITIS) рассматривает Triticum dicoccum как синоним пшеницы тучной (лат. Triticum turgidum).

- Spelta amylea (Ser.) Ser.
- Triticum aestivum subsp. dicoccum (Schrank) Thell.
- Triticum aestivum var. dicoccum (Schrank) L.H.Bailey
- Triticum amyleum Ser.
- Triticum armeniacum (Stolet.) Nevski
- Triticum arras Hochst.
- Triticum atratum Host
- Triticum cienfuegos Lag.
- Triticum farrum Bayle-Bar.
- Triticum gaertnerianum Lag.
- Triticum immaturatum Flaksb. [Invalid]
- Triticum ispahanicum Heslot
- Triticum karamyschevii Nevski
- Triticum macha subsp. palaeocolchicum (Menabde) L.B.Cai
- Triticum maturatum Flaksb. [Invalid]
- Triticum palaecocolchicum (Menabde) L.B. Cai
- Triticum palaeocolchicum Menabde
- Triticum sativum var. dicoccon (Schrank) Hack.
- Triticum spelta var. dicoccon Schrank
- Triticum subspontaneum (Tzvelev) Czerep.
- Triticum tricoccum Schübl.
- Triticum turgidum subsp. dicoccon (Schrank) Thell.
- Triticum turgidum subsp. palaeocolchicum (Menabde) Á.Löve
- Triticum turgidum subsp. palaeocolchicum Á. Löve & D. Löve
- Triticum turgidum subsp. subspontaneum (Tzvelev) Valdés & H.Scholz
- Triticum turgidum subsp. volgense (Flaksb.) Á.Löve
- Triticum turgidum subsp. volgense Á. Löve & D. Löve
- Triticum volgense (Flaksb.) Nevski
- Triticum vulgare var. dicoccon (Schrank) Alef.

В разное время описывалось большое количество подвидов, форм и разновидностей, но сейчас все они считаются синонимами:
- Triticum dicoccon var. ajar Percival
- Triticum dicoccon f. armeniacum Stolet.
- Triticum dicoccon var. arpurunial Gandilyan
- Triticum dicoccon subsp. asiaticum Vavilov
- Triticum dicoccon var. atratum (Host) Schrad.
- Triticum dicoccon subsp. azerbaidzhanicum Dorof. & Laptev
- Triticum dicoccon f. caucasicum Stolet.
- Triticum dicoccon var. caucasicum (Stolet.) Flaksb.
- Triticum dicoccon var. chwamlicum Supat.
- Triticum dicoccon subsp. europaeum Vavilov
- Triticum dicoccon subsp. eurorum Flaksb.
- Triticum dicoccon var. falcaterythromelan Ali-Zade
- Triticum dicoccon var. falcaticoerulescens Ali-Zade
- Triticum dicoccon var. falcatimelaleucum Ali-Zade
- Triticum dicoccon var. falcatimurciense Ali-Zade
- Triticum dicoccon var. falcatiniloticum Ali-Zade
- Triticum dicoccon var. farrum (Bayle-Bar.) Flaksb.
- Triticum dicoccon var. italicum K.Hammer
- Triticum dicoccon var. levimurciense Ali-Zade
- Triticum dicoccon var. nigralbimuticum Mustafaev & Ali-Zade
- Triticum dicoccon var. nigrirubrimuticum Mustafaev & Ali-Zade
- Triticum dicoccon var. nigrum Mustafaev & Ali-Zade
- Triticum dicoccon var. pseudoalbifumidum Mustafaev & Ali-Zade
- Triticum dicoccon var. pseudoalbispicatum Mustafaev & Ali-Zade
- Triticum dicoccon var. pseudoerythrurum Mustafaev & Ali-Zade
- Triticum dicoccon var. pseudonigralbum Mustafaev & Ali-Zade
- Triticum dicoccon var. pseudonigrirubrum Mustafaev & Ali-Zade
- Triticum dicoccon var. pseudorubrispicatum Mustafaev & Ali-Zade
- Triticum dicoccon var. pseudouncinatum Percival
- Triticum dicoccon var. ramosolencurum Ali-Zade
- Triticum dicoccon var. ramosoprovinciale Ali-Zade
- Triticum dicoccon var. ramosoreichenbachii Ali-Zade
- Triticum dicoccon var. rubrifumidum Mustafaev & Ali-Zade
- Triticum dicoccon var. rubrimuticum Mustafaev & Ali-Zade
- Triticum dicoccon var. rubrispicatum Mustafaev & Ali-Zade
- Triticum dicoccon var. rufescens Percival
- Triticum dicoccon var. suberythromelan Ali-Zade
- Triticum dicoccon subsp. subspontaneum Tzvelev
- Triticum dicoccon var. tomentosum Percival
- Triticum dicoccon var. turgidoides Mustafaev & Ali-Zade
- Triticum dicoccon var. uncinatum Percival
- Triticum dicoccon f. volgense Flaksb.
- Triticum dicoccon subsp. volgense (Flaksb.) Tzvelev
- Triticum dicoccum f. armeniacum Stolet.